# شونگا

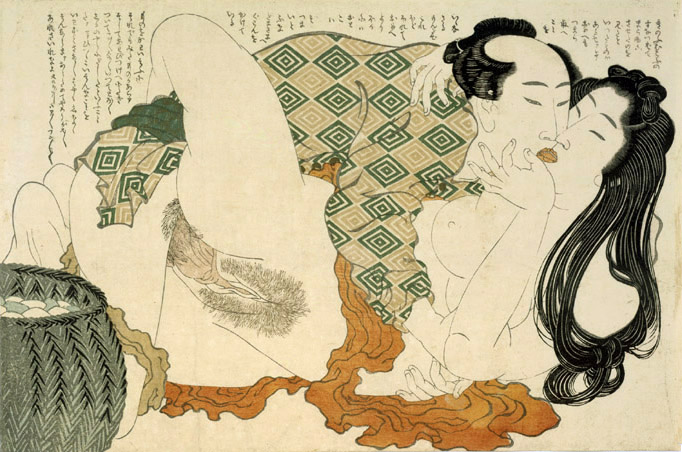
دو عاشق اثر هوکوسائی از «گیاه آدونیس» (Fukujusō)، باسمه چوبی، مجموعهٔ دوازده‌تایی، قطع بزرگ (ōban)، حدود ۱۸۱۵

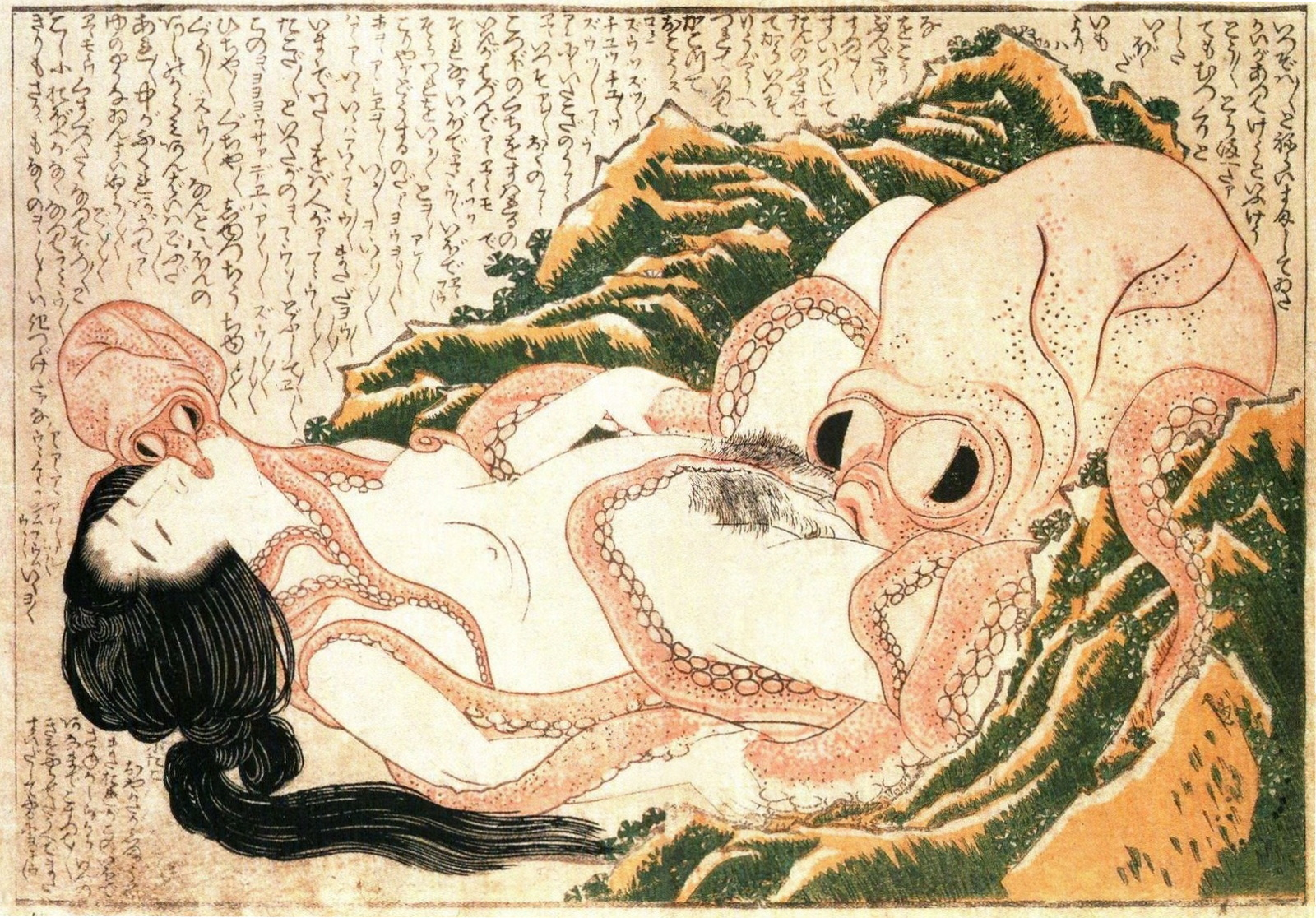
رؤیای همسر مرد ماهی‌گیر، یک اوکی‌یوئه در سبک شونگا است که در سال ۱۸۲۰ میلادی، توسط هوکوسای خلق شد. این اثر زنی را در اوج لذت جنسی نشان می‌دهد که با دو اختاپوس در حال کام‌گیری هم‌زمان است.

شونگا (به ژاپنی: 春画) (انگلیسی: Shunga) اصطلاحی برای هنر اروتیک ژاپنی است. شونگاها معمولاً در فرم اوکی‌یوئه و به‌صورت باسمهٔ چوبی آفریده می‌شدند. واژهٔ شونگا به معنی تصویر بهار است که در ژاپن حسن تعبیر مرسومی از آمیزش جنسی است.